# Дмитровичи (Львовский район)
Дмитровичи (укр. Дмитровичі) — село в Давыдовской сельской общине Львовского района Львовской области Украины.
Население по переписи 2001 года составляло 448 человек. Занимает площадь 1,6 км². Почтовый индекс — 81150. Телефонный код — 3230.